# گرد گورا (تپه بزرگ)
گرد گورا (تپه بزرگ) مربوط به دوران پیش از تاریخ ایران باستان است و در حومه اشنویه واقع شده و این اثر در تاریخ ۱ آذر ۱۳۴۴ با شمارهٔ ثبت ۴۶۹ به‌عنوان یکی از آثار ملی ایران به ثبت رسیده است.